# Шиліндру
Шиліндру (рум. Șilindru) — село у повіті Біхор в Румунії. Входить до складу комуни Шиміан.
Село розташоване на відстані 457 км на північний захід від Бухареста, 41 км на північ від Ораді, 138 км на північний захід від Клуж-Напоки.

## Історія
На «Етнографічній карті Австрійської монархії» 1855 року Карла Черніга село позначене русинським. У даний час тут наявна греко-католицька церква Святого Миколи.

## Населення
За даними перепису населення 2002 року у селі проживали 995 осіб.
Національний склад населення села:
| Національність | Кількість осіб | Відсоток |
| -------------- | -------------- | -------- |
| угорці         | 487            | 48,9%    |
| цигани         | 251            | 25,2%    |
| румуни         | 233            | 23,4%    |
| українці       | 12             | 1,2%     |
| німці          | 12             | 1,2%     |

Рідною мовою назвали:
| Мова       | Кількість осіб | Відсоток |
| ---------- | -------------- | -------- |
| угорська   | 773            | 77,7%    |
| румунська  | 211            | 21,2%    |
| українська | 8              | 0,8%     |